# Zhaoguan Shuiku
Zhaoguan Shuiku (kinesiska: 昭关水库) är en reservoar i Kina. Den ligger i provinsen Anhui, i den östra delen av landet, omkring 74 kilometer öster om provinshuvudstaden Hefei. Zhaoguan Shuiku ligger 24 meter över havet. Arean är 1,8 kvadratkilometer. Trakten runt Zhaoguan Shuiku består till största delen av jordbruksmark. Den sträcker sig 2,1 kilometer i nord-sydlig riktning, och 2,3 kilometer i öst-västlig riktning.
Genomsnittlig årsnederbörd är 1 293 millimeter. Den regnigaste månaden är juli, med i genomsnitt 225 mm nederbörd, och den torraste är december, med 39 mm nederbörd.